# Gabord Competición
Gabord Competición was een Spaans autosportteam.

## Geschiedenis

### 2002
In 2002 maakte Gabord haar debuut in de World Series by Nissan met de Brazilianen Tuka Rocha en Ricardo Zonta als coureurs. Rocha eindigde de races regelmatig in de onderste helft van de top 10, met een vierde plaats in de tweede race op het Circuit Magny-Cours als beste prestatie, en eindigde op de elfde plaats in het kampioenschap met 39 punten. Zonta won negen van de achttien races van het seizoen en behaalde in nog vijf andere races het podium. Hij scoorde 294 punten, maar enkel de beste veertien resultaten telden mee voor het kampioenschap, waardoor zijn totaalscore 268 punten was. Desondanks werd hij met overmacht kampioen. Gabord zelf werd tweede in het teamskampioenschap achter Racing Engineering, dat in Franck Montagny en Justin Wilson twee coureurs had die allebei regelmatig overwinningen boekten.

### 2003
In 2003 werd Zonta aangetrokken door het Formule 1-team van Toyota als testcoureur en vertrok Rocha naar het team Superfund Zele Racing, dus moest Gabord twee nieuwe coureurs vinden. Met Franck Montagny trokken zij de voornaamste concurrent van het afgelopen jaar aan, terwijl Heikki Kovalainen de tweede coureur werd van het team. Het werd een zeer succesvol jaar voor het team: Montagny won negen van de achttien races en behaalde twee additionele podiumplaatsen, waardoor hij kampioen werd met 241 punten. Kovalainen won één race en stond in nog drie andere races op het podium, wat hem een tweede plaats in de eindstand opleverde met 131 punten. Door deze prestatie werd Gabord overtuigend kampioen bij de teams.

### 2004
In 2004 werd de regerend kampioen opnieuw aangetrokken als testcoureur bij een Formule 1-team; ditmaal mocht Montagny bij Renault aan de slag. Kovalainen daarentegen vertrok naar het nieuwe team Pons Racing, wat er opnieuw voor zorgde dat Gabord twee nieuwe coureurs moest vinden. Ralph Firman en Juan Cruz Álvarez werden aangetrokken als coureurs, maar Firman verliet het team al na twee raceweekenden. Na een zoektocht werd Takaya Tsubobayashi vanaf het vijfde weekend op de Lausitzring aangesteld als zijn vervanger, maar ook hij maakte het seizoen niet af; Hiroki Yoshimoto reed de laatste twee weekenden voor het team. Dit jaar behaalde het team slechts drie podiumplaatsen, allemaal met Álvarez, die zevende werd in het eindklassement bij de coureurs. Het team zelf werd eveneens zevende in het kampioenschap en besloot niet deel te nemen toen de klasse vanaf 2005 verder ging onder de naam Formule Renault 3.5 Series.